# 陆谦
陆谦，小說《水滸傳》中的人物。陆谦原是“豹子头”林冲被流放之前的朋友。由于高俅养子高衙内想要霸占林冲的妻子，陆谦不顾朋友之谊，设计骗来林冲的妻子，幸为林冲及时赶到而解救。在林冲误入白虎堂而被流放之后，陆谦和富安为了巴结高俅，与差拨商议在草料场放把大火烧死林冲，若是烧不死，烧了大军草料场也是死罪，正当三人洋洋得意时被发觉的林沖突袭杀死。